# Бен Сасс
Бенджамін Ерік «Бен» Сасс (англ. Benjamin Eric «Ben» Sasse; нар. 22 лютого 1972, Плейнв'ю, Небраска) — американський політик, сенатор США від штату Небраска з січня 2015 до січня 2023 року. Член Республіканської партії. Раніше був президентом Університету Мідленд у Фрімонті (Небраска) з 2010 до 2014.
У січні 2023 року подав у відставку з Конгресу, щоб стати президентом Університету Флориди; його змінив колишній губернатор Небраски Піт Рікеттс.

## Біографія
Закінчив Гарвардський університет у 1994 році зі ступенем бакалавра. Він також навчався в Оксфордському університеті (Англія). Закінчив Сент-Джонс коледж в Аннаполісі, штат Меріленд, у 1998, зі ступенем магістра у галузі гуманітарних досліджень і Єльський університет зі ступенем магістра гуманітарних наук, магістра філософії і доктора філософії.
З вересня 1994 по листопад 1995 працював асоційованим консультантом у консалтинговій фірмі Boston Consulting Group. Протягом наступного року був консультантом/виконавчим директором Christians United For Reformation, а пізніше — виконавчим директором Alliance of Confessing Evangelicals (Анахайм, штат Каліфорнія).
З січня 2004 по січень 2005 обіймав посаду керівника апарату Бюро правової політики у Вашингтоні, округ Колумбія Міністерства юстиції США, неповний робочий день був асистентом професора в Університеті штату Техас в Остіні. Працював начальником штабу члена Палати представників США Джеффа Фортенберрі з січня по липень 2005.
З липня по вересень 2005 був консультантом Міністерства національної безпеки США. Сасс переїхав до Остіну, штат Техас, щоб відновити свою професорську діяльність на повний робочий день з вересня 2005 по грудень 2006.
З грудня 2006 по грудень 2007 працював радником Міністра охорони здоров'я і соціальних служб США.
У липні 2007 Сасс був призначений президентом Джорджем Бушем головним радником Міністра охорони здоров'я і соціальних служб США (затверджений Сенатом у грудні того ж року) і працював в адміністрації Буша до січня 2009 року.
У 2009 році став консультувати приватних інвесторів у галузі охорони здоров'я та викладати в Університеті Техасу.